# Championnat d'Italie de football de troisième division 2014-2015

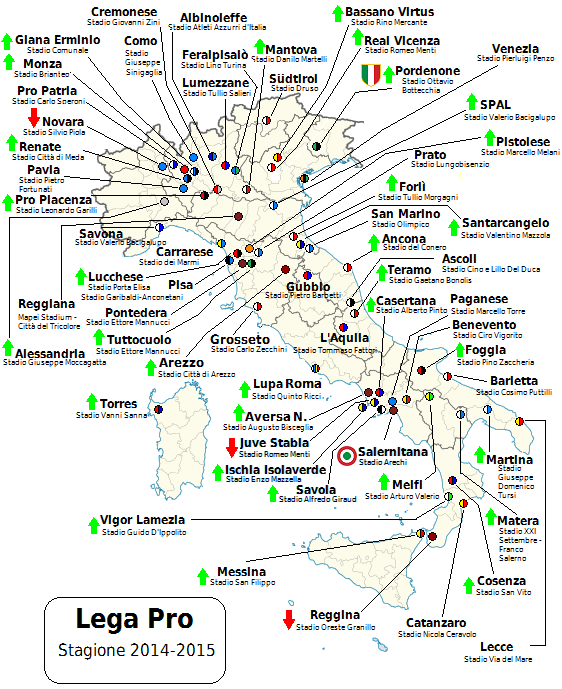
Carte des clubs de la saison 2014-2015

Le Championnat d'Italie de football D3 2014-2015 est la première édition de la Lega Pro. Appelée également Série C, il est organisé sous la forme de trois poules de 20 équipes, abolissant la distinction entre une 1re division et une 2e division, et reprenant l'ancienne formule de la Série C.

## Déroulement et organisation
C'est le premier championnat après la réforme décidée par la Lega Italiana Calcio Professionistico qui a recréé une formule avec 3 poules de 20 équipes, qui était le système en vigueur pour la Série C jusqu'en 1978. Y participent donc 60 équipes de provenance différente : trois ont été reléguées de Serie B (une 4e, Padoue, a renoncé à s'inscrire au championnat), 9 sont promues de la Serie D, 26 proviennent de la Ligue Pro Première Division (toutes celles qui n'ont pas obtenu la promotion ou le repêchage en Série B, avec la seule exception du Viareggio, exclu pour raisons financières, et de la Nocerina, reléguée en Excellence pour motif sportif), 18 ont été promues de la Ligue Pro Deuxième Division. Enfin, ont été repêchées 3 équipes pour compléter la Lega Pro : Torres, Martina Franca et Aversa Normanna, parmi les 18 équipes descendues en Série D. Pour remplacer le Vicence Calcio repêché en Série B, à la suite de la faillite du Sienne, l'Unione Sportiva Arezzo a été la dernière équipe repêchée.
Les équipes classées en tête de chaque poule sont promues en Série B, auxquelles s'ajoute l'équipe gagnante des play-off disputés par les 2e et 3e de chaque poule, ainsi que les deux meilleures 4es. Ces play-off seront organisés avec un tour préliminaire en un seul match, puis en demi-finales et finales en matches aller et retour.
Sont prévues 9 rétrocessions en Série D par poule, 3 pour chaque poule.

## Poules
Provenance des clubs lors de la précédente saison. Girone en italien = poule.

### Groupe A
- AlbinoLeffe, Prima Divisione, Girone A
- Alexandrie,  Seconda Divisione, Girone A
- Arezzo, repêché à la suite de la promotion du Vicence Calcio en Serie B
- Bassano Virtus,  Seconda Divisione, Girone A
- Côme,  Prima Divisione, Girone A
- Cremonese,  Prima Divisione, Girone A
- Feralpi Salò,  Prima Divisione, Girone A
- Giana Erminio,  Série D, Girone A
- Lumezzane,  Prima Divisione, Girone A
- Mantova FC,  Seconda Divisione, Girone A
- Monza,  Seconda Divisione, Girone A
- Novare,  Série B
- Pavie,  Prima Divisione, Girone A
- Pordenone,  Série D, Girone C
- Pro Patria,  Prima Divisione, Girone A
- Real Vicence,  Seconda Divisione, Girone A
- Renate,  Seconda Divisione, Girone A
- Südtirol,  Prima Divisione, Girone A
- Torres,  Seconda Divisione, Girone A
- Unione Venise,  Prima Divisione, Girone A

Verdicts :
- Novara promu en Série B 2015-2016[1].
- Bassano, Pavia et  Como admis aux play-off.
- Monza, Pro Patria, Lumezzane et  Pordenone admis aux play-out.
- AlbinoLeffe relégué en Série D 2015-2016.

### Groupe B
- Ancône,  Série D, Girone F
- Ascoli,  Prima Divisione, Girone B
- Carrarese,  Prima Divisione, Girone A
- Forlì,  Seconda Divisione, Girone A
- U.S. Grosseto FC,  Prima Divisione, Girone B
- Gubbio,  Prima Divisione, Girone B
- L'Aquila,  Prima Divisione, Girone B
- Lucchese,  Série D, Girone D
- Pise,  Prima Divisione, Girone B
- Pistoiese,  Série D, Girone E
- Pontedera,  Prima Divisione, Girone B
- Prato,  Prima Divisione, Girone B
- Pro Plaisance,  Série D, Girone B
- Reggiana,  Prima Divisione, Girone A
- Saint-Marin,  Prima Divisione, Girone A
- Savone,  Prima Divisione, Girone A
- SPAL,  Seconda Divisione, Girone A
- Santarcangelo,  Seconda Divisione, Girone A
- Teramo,  Seconda Divisione, Girone B
- Tuttocuoio, Seconda Divisione, Girone B

verdicts :
- Teramo promu en Serie B 2015-2016[1], avant d’être pénalisé pour fraude sportive.
- Ascoli et Reggiana admis aux play-off.
- Gubbio, Forlì, Pro Piacenza et  Savona admis aux play-out.
- San Marino relégué en Série D 2015-2016.

### Groupe C
- Aversa Normanna,  Seconda Divisione, Girone B
- Barletta,  Prima Divisione, Girone B
- Bénévent,  Prima Divisione, Girone B
- Casertana, Seconda Divisione, Girone B
- Catanzaro, Prima Divisione, Girone B
- Cosenza,  Seconda Divisione, Girone B
- Foggia,  Seconda Divisione, Girone B
- Ischia,  Seconda Divisione, Girone B
- Juve Stabia,  Série B
- Lupa Rome,  Série D, Girone G
- Lecce,  Prima Divisione, Girone B
- Martina,  Seconda Divisione, Girone B
- Matera,  Série D, Girone H
- Melfi,  Seconda Divisione, Girone B
- Messine,  Seconda Divisione, Girone B
- Paganese,  Prima Divisione, Girone B
- Reggina,  Série B
- Salernitana,  Prima Divisione, Girone B
- Savoia,  Série D, Girone I
- Vigor Lamezia, Seconda Divisione, Girone B

Verdicts de fin de saison :
- Salernitana promue en Série B 2015-2016[1].
- Benevento, Matera et Juve Stabia admises aux play-off.
- Messina, Aversa Normanna, Ischia Isolaverde et  Reggina admises aux play-out.
- Savoia relégué en Série D 2015-2016.